# Charlotta Cederström
Christina Charlotta Cederström (geboortenaam Mörner af Morlanda, Gåvetorp, 2 maart 1760 - Benestad, 22 februari 1832) in Benestad, was een Zweeds kunstenares. Ze was erelid van de Kungliga Akademien för de fria konsterna (Koninklijke kunstacademie) en de Académie des Beaux-Arts in Frankrijk. Ze werd beïnvloed door Jean-Jacques Rousseau.

## Biografie
Cederström was de dochter van luitenant-kolonel en graaf Gustaf Mörner en Sofia Elisabet Steuch. In 1780 trouwde ze met freiherr Axel Ture Gyllenkrok. Zij was de moeder van Axel Gustaf Gyllenkrok. Ze scheidden in 1799. In 1800 trouwde ze opnieuw met de luitenant-generaal en vice-gouverneur van Pommeren, freiherr Bror Cederström, tevens de vader van de latere minister van Oorlog met dezelfde naam.
Tijdens haar eerste huwelijk woonde ze op het landgoed van haar man, kasteel Björnstorp. Omdat ze zich vaak verveelde op het slot begon ze vele kunstvormen te beoefenen. Ze schreef onder andere gedichten en een roman. Ze tekende regelmatig. Ze schreef ook verschillende epistels en korte stukjes in versvorm, die ze later zelf gebruikte als tekst voor liederen. Haar beroemdste werk is waarschijnlijk het vroeger veel gezongen lied “Välkommen, o måne, min åldrige vän” (Welkom, o maan, mijn oude vriend).
Na haar tweede huwelijk vestigde ze zich in Stockholm en speelde ze een grote rol in het culturele leven. In 1803 werd ze erelid van de Zweedse Koninklijke kunstacademie en de Franse Académie des Beaux-Arts.